# Хайнек, Джозеф Аллен
Джо́зеф А́ллен Ха́йнек (англ. Josef Allen Hynek; 1 мая 1910, Чикаго, Иллинойс — 27 апреля 1986, Скотсдейл, Аризона) — американский астроном, профессор, также уфолог, сторонник идеи о локальном (не инопланетном) происхождении неопознанных летающих объектов.

## Биография
В 1931 году получил степень бакалавра естественных наук в Чикагском университете. Работал в Йеркской обсерватории, в 1935 г. защитил диссертацию и получил учёную степень доктора философии по астрофизике, с 1936 г. работал в университете Огайо, специализируясь по эволюции звёзд и спектрографии двойных звёздных систем. Во время Второй мировой войны работал в лаборатории Джонса Хопкинса, занимаясь проблемами создания радиоуправляемых снарядов. В 1950 г. получил звание профессора в Университете Огайо. С 1956 г. работал в обсерватории Гарвардского университета, где участвовал в разработке геофизических ракет, а также наблюдениями орбит американских искусственных спутников Земли. Он также подтвердил истинность сообщений о запуске первого советского спутника, а также рассчитал параметры его орбиты. С 1960 г. — заведующий кафедрой астрономии в Северо-Западном университете. Скончался от опухоли мозга.

## Уфологическая деятельность
Уфологическую деятельность начал в 1947 или 1948 году по приглашению руководителей проекта Военно-Воздушных Сил США «Сайн» (смотри «Уфологические организации»). Работа Хайнека состояла в том, чтобы отсеивать из сообщений о НЛО случаи наблюдения какого-либо астрономического явления.
«Весь вопрос, — писал Хайнек в 1948 году, — выглядит слишком смехотворным». По его тогдашнему мнению, сообщения о «летающих тарелках» приходят от людей ненадёжных или же сбитых с толку природным явлением либо летательным аппаратом, а вся шумиха вокруг «летающих тарелок» есть помешательство, которое должно скоро сойти на нет. Ему нравилось, писал он в книге 1977 года, быть борцом против такого рода сообщений.
Однако столкновение с «очевидцами», показавшимися ему достойными доверия (астрономами, лётчиками, офицерами полиции, с военным личным составом), вынудило его прийти к мнению, что существуют свидетельства, подкреплённые эмпирически.
По словам самого Хайнека (интервью 1985 года), другим толчком к пересмотру своего отношения к «летающим тарелкам» было «полностью негативное, сопряжённое с упрямством отношение со стороны Военно-Воздушных Сил» к ним. Хайнек чувствовал, что чаще всего его приглашали для того, чтобы он высказывал не своё, а их мнение о том или ином случае.
С закрытием проекта «Синяя книга» (1969 год) Хайнек в 1973 году основывает организацию «Center for UFO Studies» (CUFOS) в Чикаго по изучению научными методами случаев «наблюдения» неопознанных летающих объектов.
Хайнек, осведомлённый о громадных межзвёздных расстояниях, был против (как мало кто из уфологов-энтузиастов) идей об инопланетном происхождении НЛО. Свои сомнения он подкреплял абсурдными проявлениями НЛО и обилием частых неоправданных появлений НЛО и призывал «попристальнее вглядываться в свой дом». В конце концов, считал он, тайна НЛО будет разгадана.
Консультировал Стивена Спилберга при создании фильма «Близкие контакты третьей степени» (1977); снят в эпизодической роли.